# Bassopiano della Kolyma

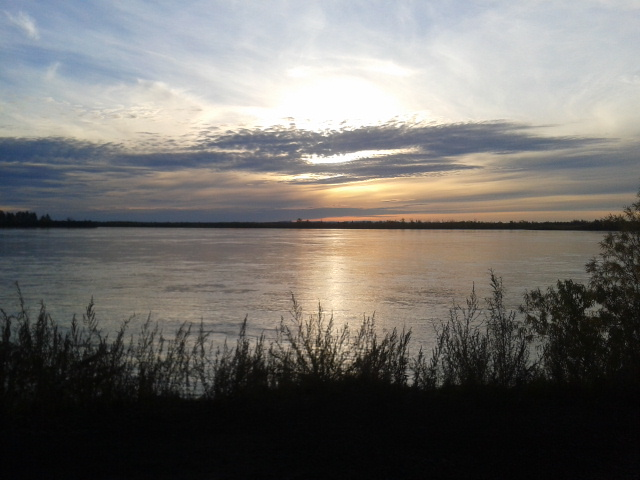

Il Bassopiano della Kolyma (in russo Колымская низменность, Kolymskaja nizmennost') è una vasta area pianeggiante estesa nell'estremo nordest della Repubblica Autonoma della Sacha-Jacuzia, nella Russia siberiana nord-orientale.
È approssimativamente delimitata ad ovest dal fiume Indigirka, ad est dal fiume Kolyma, a sud-est dall'altopiano degli Jukagiri, a sud-ovest dai monti dell'Alazeja; si apre a settentrione con una lunghissima fascia costiera piatta sul Mare della Siberia Orientale.
È una zona piatta (quota media di circa 100 m s.l.m.), molto ricca di laghi e con grossi problemi di drenaggio superficiale delle acque che causa, nella stagione estiva, estesi impaludamenti, la cui formazione viene facilitata dal permafrost che interessa lintera zona a causa dell'estrema rigidità climatica. Sono compresi nel bassopiano i bacini di parecchi fiumi tributari del Mare della Siberia Orientale, i maggiori dei quali sono Alazeja, Bol'šoj Chomus-Jurjach, Konkovaja, Sundrun, Malaja e Bol'šaja Kuropatoč'ja e Bolšaja Čukočja.
L'intera pianura è pochissimo popolata; i centri maggiori, di importanza esclusivamente locale, sono Srednekolymsk, Čerskij ed Ambarčik, tutti situati sul fiume Kolyma.